# 1035
Năm 1035 là một năm trong lịch Julius.

## Sự kiện
- Harald I trở thành vua của Anh.
- [[Harthacnut (1020-1042)| Harthacanute]] trở thành vua của Đan Mạch.
- Magnus I trở thành vua của Na Uy.